# Lithophane petrificosa
Lithophane petrificosa là một loài bướm đêm trong họ Noctuidae.